# Сахту
Сахту, северные слэйви (англ. Sahtu, North Slavey) — индейский народ в Канаде.
Издавна проживают в районе Большого Невольничьго озера на Северо-западных территориях Канады, частично также на северо-востоке Британской Колумбии и на северо-западе Альберты. Говорят на языке сахту.